# Nouri Bouzid
Nouri Bouzid, född 1945, är en tunisisk filmregissör och manusförfattare. Han är far till regissören Leyla Bouzid. 

## Filmer
- 1986: Rih essed  (manus och regi)
- 1989 Safa'ih min dhahab (manus och regi)
- 1990 Halfaouine - bakom slöjan (manus)
- 1992 Bezness (manus och regi)
- 1993 Harb El Khalij... wa baad (regi)
- 1994 Samt el qusur (manus)
- 1996 Un été à La Goulette (manus)
- 1997 Bent familia (manus och regi)
- 2000 La saison des hommes (manus)
- 2002 Poupées d'argile (manus och regi)
- 2006 Making Of (manus och regi)
- 2012 Millefeuille (manus och regi)